# 462 v.Chr.

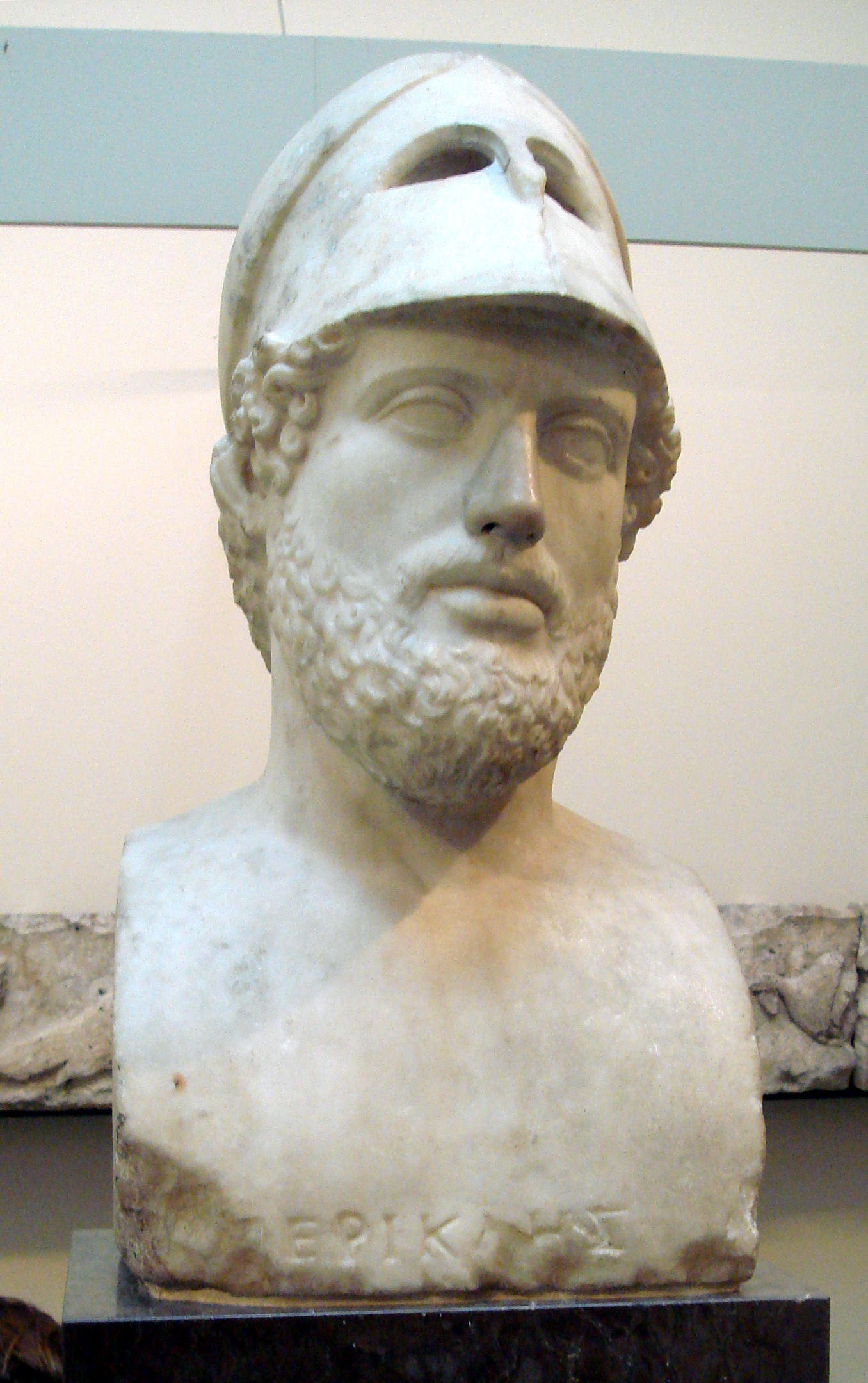
Buste van Perikles (495 - 429 v.Chr.)

Het jaar 462 v.Chr. is een jaartal volgens de christelijke jaartelling.

## Gebeurtenissen

### Griekenland
- Na de moord op Ephialtes wordt de 33-jarige Perikles de onbetwiste leider van de democraten in Athene.
- Kimon II wordt door zijn politieke tegenstanders beschuldigd van landverraad en door ostracisme verbannen.
- Conon wordt benoemd tot archont van Athene.
- Argos verovert op de Peloponnesos de koningsburcht van Mycene.

## Overleden
- Achaemenes, Perzisch satraap
- Ephialtes, Atheens staatsman
- Themistocles (~524 v.Chr. - ~462 v.Chr.), Atheens staatsman en vlootvoogd (62)